# Mamen Sánchez Díaz

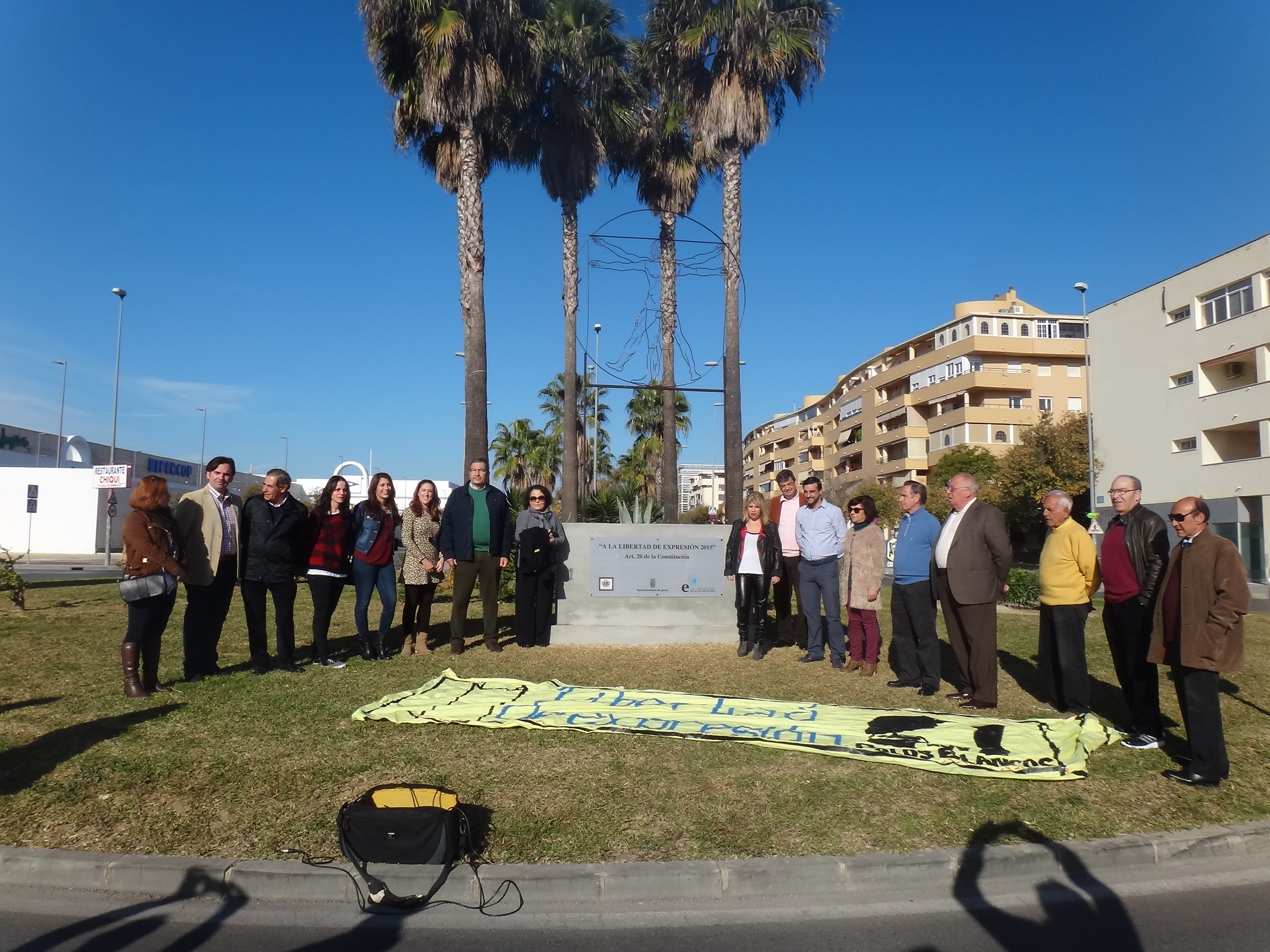
Inaugurando un monumento

María del Carmen «Mamen» Sánchez Díaz (Jerez de la Frontera, 10 de octubre de 1968) es una política española que forma parte del Partido Socialista Obrero Español. Fue alcaldesa de Jerez de la Frontera desde junio de 2015 hasta junio de 2023. En mayo de 2023 pierde las elecciones municipales frente a la exalcaldesa del Partido Popular María José Garcia-Pelayo.

## Biografía
Nacida en Jerez de la Frontera (Cádiz) el 10 de octubre de 1968, su madre se llama Concepción Díaz Mayolín y su padre Manuel Sánchez Quirós, sus hermanas se llaman Inmaculada Sánchez Díaz y Concha. Sánchez Díaz se diplomó como Técnico de Empresas y Actividades Turísticas por la Universidad de Granada. Además, cursó en la Escuela de Altos Estudios Militares (CESEDEM) el monográfico de defensa de seis meses.

### Trayectoria política
Fue diputada en el Congreso por Cádiz desde el año 2000 hasta el 2016. Ha sido vocal de la Comisión de Agricultura, Alimentación y Medio Ambiente desde el año 2012. y durante 15 años formó parte de la Comisión de Defensa en el Congreso de los Diputados. También fue miembro titular de la Delegación española en la Asamblea Parlamentaria de la OTAN en su última legislatura.
De sus intervenciones más sonadas en el Congreso destaca su denuncia del estado de los aviones en los que viajaban las tropas militares españolas, dos meses antes del accidente del Yak-42.
Durante 9 años estuvo en la dirección del Grupo Parlamentario Socialista en el Congreso de los Diputados, como Secretaria General Adjunta. Destacó por su labor conciliadora y dialogante con el restos de los grupos parlamentarios en las iniciativas que se debatía en los plenos, de la que fue la responsable de la votación. Fue nominada en 2009 por la Asociación de Periodistas Parlamentarios como la diputada más activa donde quedó finalista.
Ganó las primarias del PSOE de Jerez para postularse como titular a la alcaldía de la ciudad con el 52,7% y en las elecciones municipales de mayo de 2015 encabezó la lista del PSOE como candidata a la alcaldía de Jerez de la Frontera y consiguió aumentar el número de concejales de 5 a 7 con casi un 10% más de voto respecto a las elecciones de 2011. Desde junio de 2015 es alcaldesa de Jerez con el apoyo de Ganemos Jerez e Izquierda Unida.
Es miembro del Comité Director del PSOE de Andalucía y desde noviembre de 2017 también es Secretaria General del PSOE de Jerez.

### Alcaldía de Jerez de la Frontera
Su primera medida al llegar como alcaldesa fue bajarse el sueldo a (59.500 euros bruto anual actualizado según el IPC), promover comedores escolares estivales para los niños necesitados y crear la Oficina de Intermediación Hipotecaria. 
En la pasada legislatura (2015-2019) ha aprobado 4 presupuestos y 4 liquidaciones. Los dos últimos presupuestos mejoraron los niveles de inversión que hacía años necesitaba la ciudad y que se ha traducido en mejoras en colegios, instalaciones deportivas, barriadas, recuperación de áreas degradadas, mejora de servicios públicos como: autobuses, dinamización cultural y turística. 
Está normalizando la economía del ayuntamiento, reduciendo la deuda con las concesionarias, mejorando la tesorería y la recaudación. La liquidación del presupuesto de 2017 dio un superávit de 28 millones.
Desde que accedió a la alcaldía en 2015 hasta noviembre de 2018 el índice de paro se ha reducido en la ciudad en 4500 personas.
Ha conseguido situar al Ayuntamiento de Jerez como uno de los más transparentes de España según el Ranking de Transparencia Global de Ayuntamientos (ITA2017) que realiza Transparencia Internacional España. De hecho, en su primer Gran Premio de España de Motociclismo como alcaldesa, dio los datos exactos de entradas vendidas y de aficionados que habían asistido durante los tres días del mundial, algo que pudo demostrar que en años anteriores pudieron ser inflados. Abrió con ello un precedente que otros circuitos se han visto obligados a seguir.  
En mayo de 2018 el PSOE de Jerez le revalidó su apoyo de forma unánime como candidata a la alcaldía de Jerez en las elecciones municipales de 26 de mayo de 2019. En dichas elecciones municipales es reelegida como alcaldesa al ser el PSOE el partido más votado de la ciudad.